# ミドルズブラ隕石

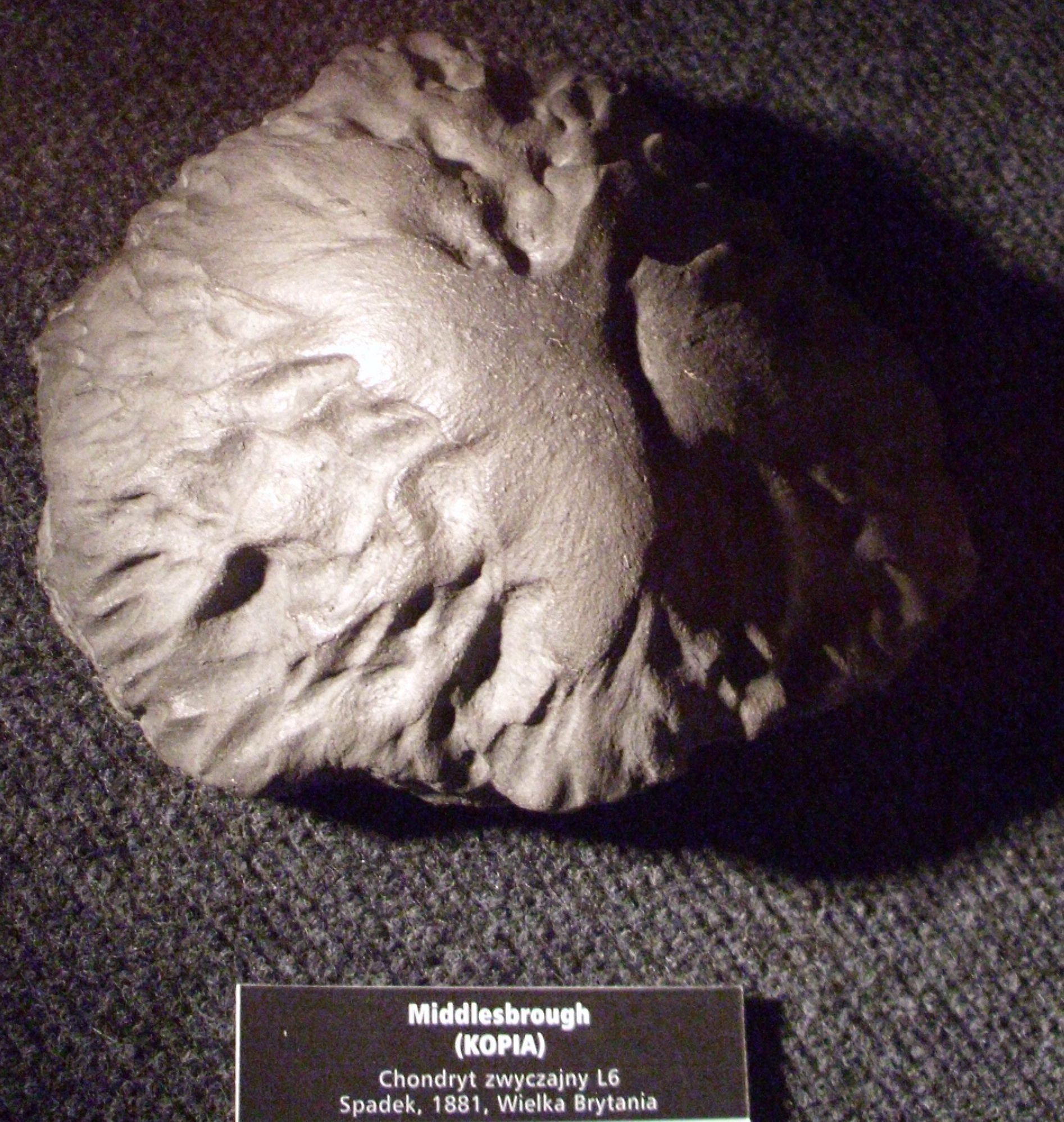
ミドルズブラ隕石

ミドルズブラ隕石（ミドルズブラいんせき、Middlesbrough Meteorite）は1881年3月14日にイギリスのミドルズブラに落下した隕石である。L6に分類される重量1.6kgの普通コンドライトである。
ミドルズブラの現在はセント・ルーク病院のある場所に近いノース・イースト鉄道のペニマン待避線の鉄道路線に午後3時35分頃落下した。数m離れたところで働いていた作業者が落下を目撃したが、落下音は報告されたが、火球や流星痕は目撃されなかった。ニューカッスル・アポン・タインのカレッジの教授であったアレキサンダー・ハーシェル（ウィリアム・ハーシェルの孫）が隕石落下の報を聞いて、ミドルズブラに駆けつけ現場を調査した。隕石は地中30cmの深さに丸い垂直の穴を作って埋まり、落下の直後にさわった作業者は新しい牛乳ぐらいの温かさであったと証言した。ハーシェルは隕石の衝撃と落下速度を見積もるために実験を行い、落下速度が時速450km（秒速130m）程度であると見積もった。この結果はイタリアの天文学者ジョヴァンニ・スキアパレッリが推定した隕石は大気に突入すると空気抵抗によって速度を失うという説を確認することになった。
L6に分類される普通コンドライトで重量は1.6kgであった。普通の隕石よりも厚い溶融皮膜に覆われていた。年齢は45億年と見積もられた。当時ミドルズブラに博物館がなかったので、ヨークシャ博物館に寄付され保管されることになった。